# 500er

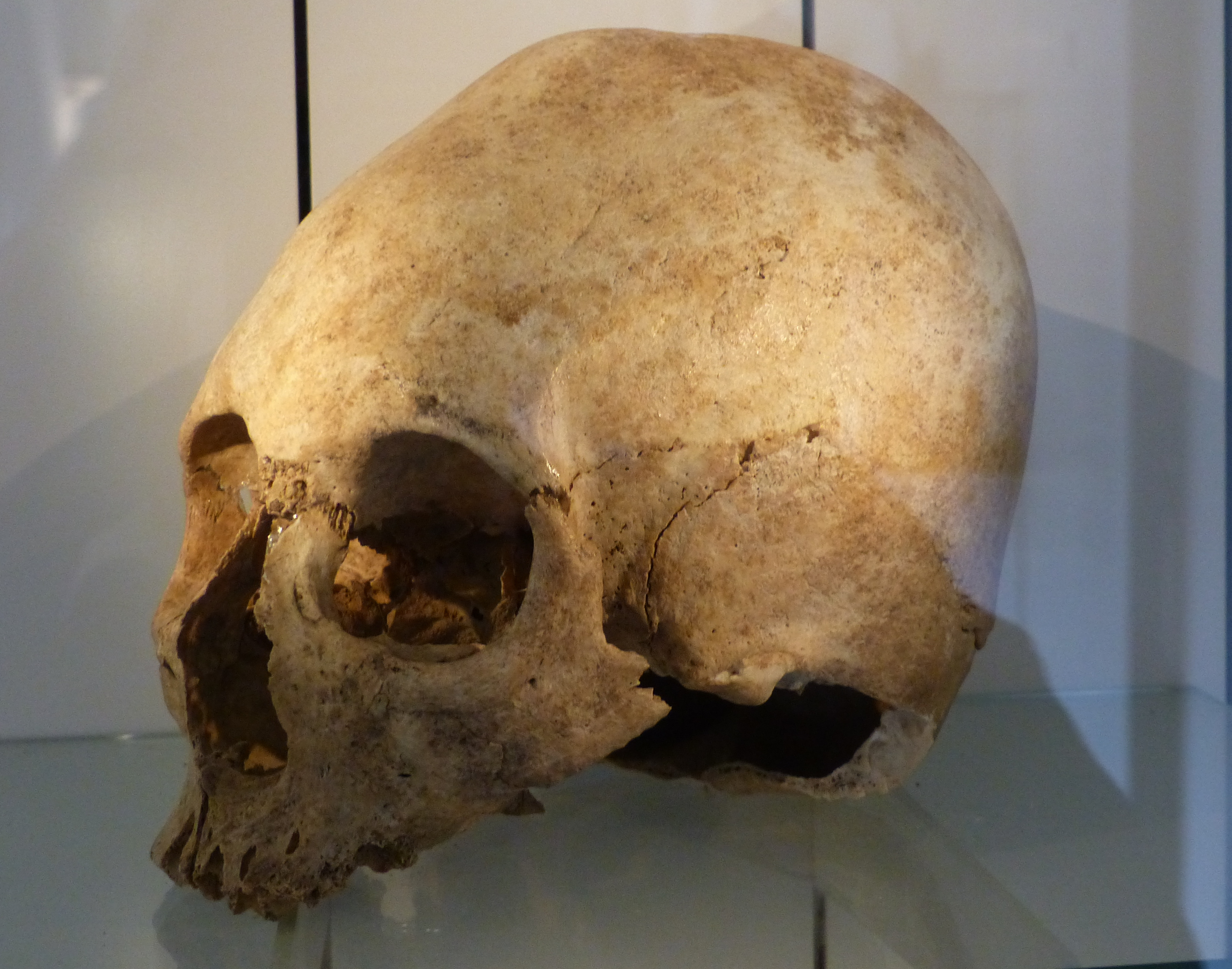
Künstlich deformierter Schädel (500.n. Chr.) eines Hunnen/Ostgermanen

Portal Geschichte | Portal Biografien | Aktuelle Ereignisse | Jahreskalender | Tagesartikel

◄ |
5. Jh. |
6. Jahrhundert
| 7. Jh. | ►

◄ |
470er |
480er |
490er |
500er
| 510er | 520er | 530er | ►

500 |
501 |
502 |
503 |
504 |
505 |
506 |
507 |
508 |
509

## Ereignisse
- 501: Papst Symmachus wird verschiedener Verbrechen angeklagt, erklärt aber, er unterstehe nicht weltlicher Strafgerichtsbarkeit.
- um 501: Gundobad lässt das burgundische Volksrecht als Lex Gundobada kodifizieren.
- 502: mit einem Angriff des Sassaniden Kavadh I. auf das Oströmische Reich unter Anastasios I. endet eine sechzigjährige Friedensperiode. Die Kampfhandlungen dauern bis 505; 506 wird ein Waffenstillstand geschlossen.
- 5. Februar 506: Der westgotische König Alarich II. lässt das Volksrecht in der Lex Romana Visigotho kodifizieren und gibt das Lex Romana Visigothorum heraus, eine Sammlung römischen Rechts.
- 507 bis 511: Chlodwig I. lässt das Volksrecht der salischen Franken in der Lex Salica kodifizieren.
- 507: Sieg der Franken unter Chlodwig über die Westgoten unter Alarich II.; letzterer findet den Tod, und die Goten ziehen sich weitgehend aus Gallien zurück: Ende des Tolosanischen Reiches.